# Jacek Chróścielewski
Jacek Chróścielewski (ur. 1950) – polski profesor nauk technicznych, pracownik Katedry Wytrzymałości Materiałów Politechniki Gdańskiej.
Absolwent Państwowej Szkoły Budownictwa w Gdańsku.
Stopień doktora uzyskał w 1983 roku na Politechnice Gdańskiej (Wydział Inżynierii Lądowej i Środowiska). Tamże habilitował się w 1996 roku. 8 czerwca 2006 roku uzyskał tytuł profesora nauk technicznych.
Do 2022 roku opublikował 258 prac, jest recenzentem 17 prac doktorskich i habilitacyjnych oraz promotorem 6 prac doktorskich.
Jacek Chróścielewski jest członkiem między innymi: Polskiego Związku Inżynierów i Techników Budownictwa, Polskiego Towarzystwa Mechaniki Teoretycznej i Stosowanej, Polskiego Towarzystwa Metod Komputerowych Mechaniki, Sekcji Mechaniki Konstrukcji i Materiałów Komitetu Inżynierii Lądowej i Wodnej Polskiej Akademii Nauk, Sekcji Metod Obliczeniowych i Optymalizacji Komitetu Mechaniki Polskiej Akademii Nauk, Związku Mostowców Rzeczypospolitej Polskiej.

## Nagrody i odznaczenia[8]
- Krzyż Kawalerski Orderu Odrodzenia Polski (2020)[9]
- Medal im. prof. Jana Szmeltera (2018)
- Medal im. prof. O.C. Zienkiewicza (2013)
- Medal Heweliusza (2011)
- Medal Komisji Edukacji Narodowej (2006)
- Złoty Krzyż Zasługi (2004)[10]